# All-Star Game LNB 2007
Le All-Star Game LNB 2007 est la 22e édition du All-Star Game LNB. Il s’est déroulé le 29 décembre 2007 au Palais omnisports de Paris-Bercy de Paris. L’équipe des All-Stars Français a battu l’équipe des All-Stars étrangers 94-82. Nando de Colo est élu MVP de la rencontre. Ricardo Greer est le meilleur marqueur du match (20 points). L'événement est diffusé sur Sport+.

## Joueurs

### All-Stars Français
| Position    | Joueur              | Équipe  |
| ----------- | ------------------- | ------- |
| Meneur      | Marc-Antoine Pellin | Roanne  |
| Arrière     | Nando de Colo       | Cholet  |
| Ailier      | Nicolas Batum       | Le Mans |
| Ailier fort | Alain Koffi         | Le Mans |
| Pivot       | Cyril Julian        | Nancy   |

| Position    | Joueur            | Équipe                  |
| ----------- | ----------------- | ----------------------- |
| Meneur      | Steed Tchicamboud | Cholet                  |
| Meneur      | Yohann Sangaré    | ASVEL Lyon-Villeurbanne |
| Ailier fort | Cyril Akpomedah   | Paris-Levallois         |
| Ailier fort | Dounia Issa       | Vichy                   |
| Ailier fort | Victor Samnick    | Nancy                   |
| Pivot       | Pape Badiane      | Roanne                  |
| Pivot       | Vincent Masingue  | Hyères-Toulon           |

Entraîneurs : Yves Baratet (ASVEL Lyon-Villeurbanne) assisté de Ruddy Nelhomme (Poitiers)

### All-Stars Étrangers
| Position    | Joueur        | Équipe        |
| ----------- | ------------- | ------------- |
| Meneur      | Sean Colson   | Hyères-Toulon |
| Arrière     | Brion Rush    | Roanne        |
| Ailier      | Ricardo Greer | Nancy         |
| Ailier fort | Marc Salyers  | Roanne        |
| Pivot       | Sam Clancy    | Le Mans       |

| Position    | Joueur            | Équipe                  |
| ----------- | ----------------- | ----------------------- |
| Meneur      | Jimmal Ball       | Vichy                   |
| Arrière     | John Cox          | Le Havre                |
| Arrière     | Jeff Greer        | Nancy                   |
| Ailier fort | Lamayn Wilson     | ASVEL Lyon-Villeurbanne |
| Ailier fort | Tony Williams     | Hyères-Toulon           |
| Pivot       | Uche Nsonwu-Amadi | ASVEL Lyon-Villeurbanne |
| Pivot       | Chevon Troutman   | ASVEL Lyon-Villeurbanne |

Entraîneurs : Jean-Luc Monschau (Nancy) assisté de Michel Veyronnet (Rouen)

## Concours
Concours de tirs à 3 points :
1. vainqueur : Cédric Ferchaud
2. Hrovje Perincic
3. Marc Salyers
4. Yohann Sangare

Concours de dunk :
1. vainqueur : Max Kouguère
2. Guy Dupuy
3. Steve Lobel
4. Fabian Greiser

Concours des meneurs :
1. vainqueur : Jimmal Ball
2. Sean Colson
3. Aymeric Jeanneau
4. Marc-Antoine Pellin